# Catherine Murphy (polityk)
Catherine Murphy (ur. 1 września 1953 w Dublinie) – irlandzka polityk i działaczka samorządowa, parlamentarzystka, współzałożycielka i liderka Socjaldemokratów.

## Życiorys
Kształciła się w College of Commerce w Rathmines oraz w Institute of Public Administration (w ramach National University of Ireland), gdzie studiowała informatykę. Działała kolejno w Partii Robotniczej, Demokratycznej Lewicy oraz Partii Pracy, którą opuściła w 2003. W 1988 została radną miejską w Leixlip, a w 1991 weszła w skład rady hrabstwa Kildare.
Ubiegała się parokrotnie bez powodzenia o mandat posłanki do Dáil Éireann. Uzyskała go w wyborach uzupełniających w 2005 jako kandydatka niezależna w okręgu Kildare North. Utraciła go w wyniku kolejnych wyborów z 2007. Do niższej izby irlandzkiego parlamentu powróciła w 2011, po czym była ponownie wybierana w 2016 i 2020.
W 2015 współtworzyła nowe ugrupowanie pod nazwą Socjaldemokraci, została jego współprzewodniczącą (funkcje współprzewodniczących objęli również Róisín Shortall i Stephen Donnelly, który w 2016 odszedł z partii). Catherine Murphy wraz z Róisín Shortall kierowała Socjaldemokratami do 2023, gdy na czele formacji stanęła Holly Cairns. W 2024 zrezygnowała ze startu w kolejnych wyborach do Dáil Éireann.